# Pfaffia luzulaeflora
Pfaffia luzulaeflora là loài thực vật có hoa thuộc họ Dền. Loài này được D. Dietr. miêu tả khoa học đầu tiên năm 1839.